# Šroubový spoj
Šroubový spoj je jeden ze základních a univerzálních konstrukčních prvků, které se používají pro spojování konstrukcí, jejich částí a dílů. Většinou se skládá ze šroubu resp. svorníku a matice, případně jedné nebo dvou podložek. Šroubové spoje se provádějí jako přesné nebo hrubé, třecí předpjaté nebo injektované. Nepřeberné množství variant šroubových spojů závisí na požadavku kladeném na spoje, na spojovaných částech a dalších kritériích.

## Rozdělení podle tří kritérií
- podle rozebíratelnosti – rozebíratelné a nerozebíratelné
- působení spoje – tvarový styk, silový styk, materiálový styk
- podle styku – bezprostřední a zprostředkovaný

## Základní druhy
- spojení průchozím šroubem
- spojení závrtným šroubem
- spojení lícovaným šroubem
- spojení šroubem a maticí

## Rozdělení podle způsobu zatížení a namáhání

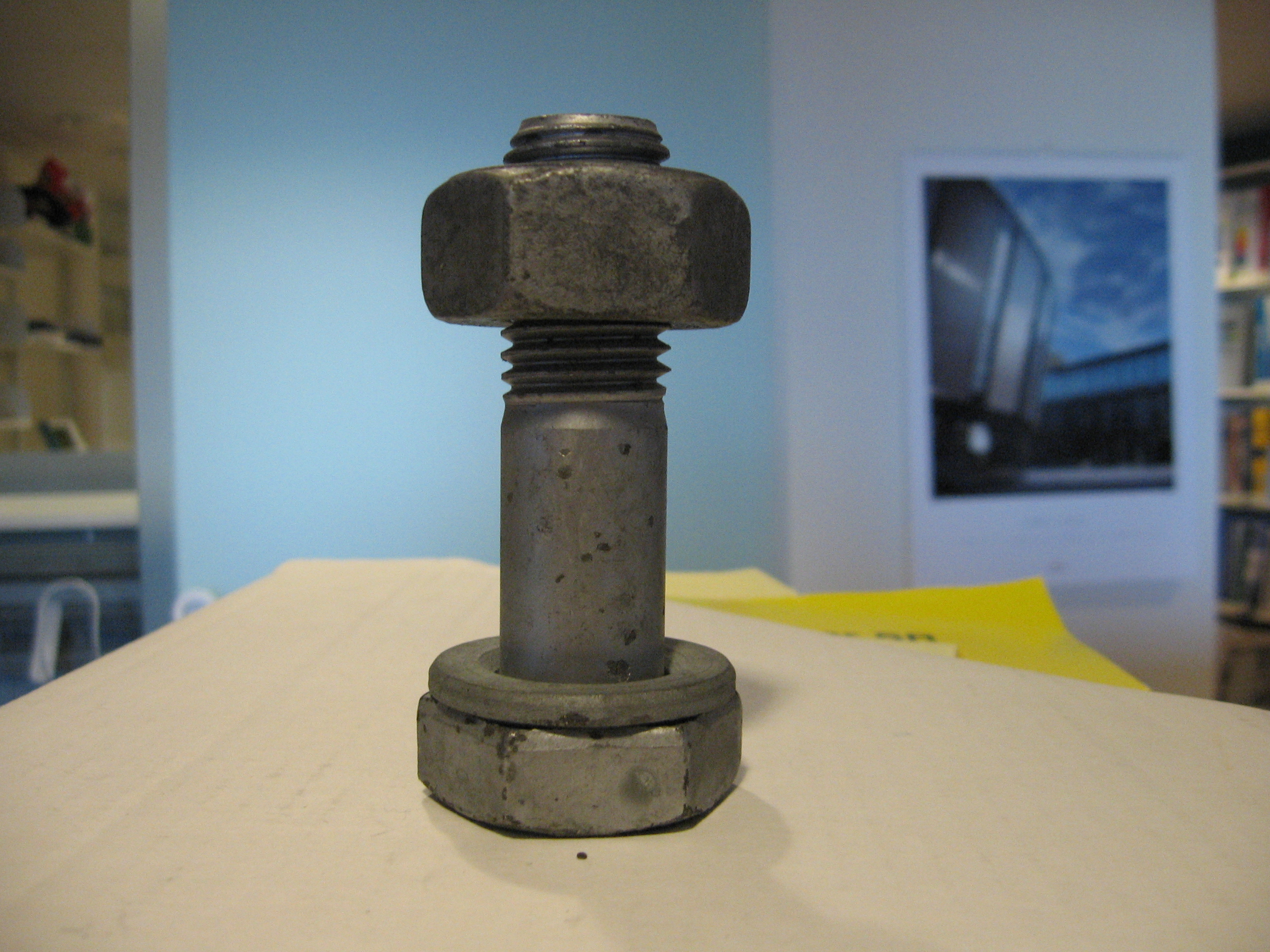
Vysokopevnostní šroub s maticí podle norem DIN 6914 a DIN 6915

### 1. zatížené silou v ose šroubu
- Šroubové spoje bez předpětí
  - šrouby utahované v nezatíženém stavu
  - šrouby utahované v zatíženém stavu
- Šroubové spoje s předpětím
  - šrouby klidně zatížené
  - šrouby míjivě a střídavě zatížené

### 2. zatížené silou kolmou k ose šroubu
- Silové spoje
- Tvarové spoje

## Použití šroubů
Spojovací šrouby pro rozebíratelné spoje, napínače pro napínání lan a táhel, uzavírací šrouby(zátky), stavěcí šrouby k seřízení vůle mezi součástmi, pohybové šrouby pro přeměnu otáčivého pohybu na pohyb přímočarý.

## Součásti
- šroub
- matice, pokud není šroub šroubován do závitu přímo ve spojovaném kuse
- podložka, obvykle alespoň pod prvkem, který se utahuje; plochá nebo pojistná (pružná, s jazýčkem a pod.)